# Stephen Thorne (színművész)
Stephen Thorne (London, 1935. március 2. – 2019. május 26.) brit színész.

## Életútja
Több éven át játszott az Old Vic Company és a Royal Shakespeare Company társaságában. A BBC-nél több mint 2000 műsorszámban szerepelt. 1963 és 2006 között többnyire tv-sorozatokban játszott (Z-Cars, Crossroads, Ki vagy, doki?). Több mint 300 különböző műfajú hangkönyvet vett fel.

## Filmjei
Mozifilmek
- Kadoyng (1972)
- Gyilkos robotok (Runaway) (1984)
- Certain Fury (1985)

Tv-filmek
- Narnia krónikái: Az oroszlán, a boszorkány és a ruhásszekrény (The Lion, the Witch & the Wardrobe) (1979, hang)
- Death of an Expert Witness (1983)
- On the Shelf (1984)
- Lollipop Dragon: The Great Christmas Race (1985, hang)
- David Copperfield (1986)
- Lollipop Dragon: The Magic Lollipop Adventure (1986, hang)

Tv-sorozatok
- Jezebel ex UK (1963, egy epizódban)
- Take Three Girls (1970, egy epizódban)
- Z Cars (1971, két epizódban)
- Ki vagy, doki? (Doctor Who) (1971–1976, nyolc epizódban)
- Jackanory Playhouse (1972, egy epizódban)
- Come Back, Lucy (1978, egy epizódban)
- Sexton Blake and the Demon God (1978, hang, két epizódban)
- Crossroads (1978–1979, hét epizódban)
- Maria Marten or Murder in the Red Barn (1980, három epizódban)
- Bird of Prey (1982, egy epizódban)
- We'll Think of Something (1986, egy epizódban)
- Screen Two (1988, 1994, két epizódban)
- Making News (1990, egy epizódban)
- EastEnders (1991, egy epizódban)
- Shakespeare: The Animated Tales (1992, 1994, hang, két epizódban)
- Madison (1993, három epizódban)
- Between the Lines (1994, egy epizódban)
- Testament: The Bible in Animation (1996, hang, két epizódban)
- A bor nem válik vízzé (Last of the Summer Wine) (2006, egy epizódban)